# Station Kochanówka Pustków
Station Kochanówka Pustków is een spoorwegstation aan de rand van de Poolse plaatsen Brzeźnica en Pustków.